# دکامتر

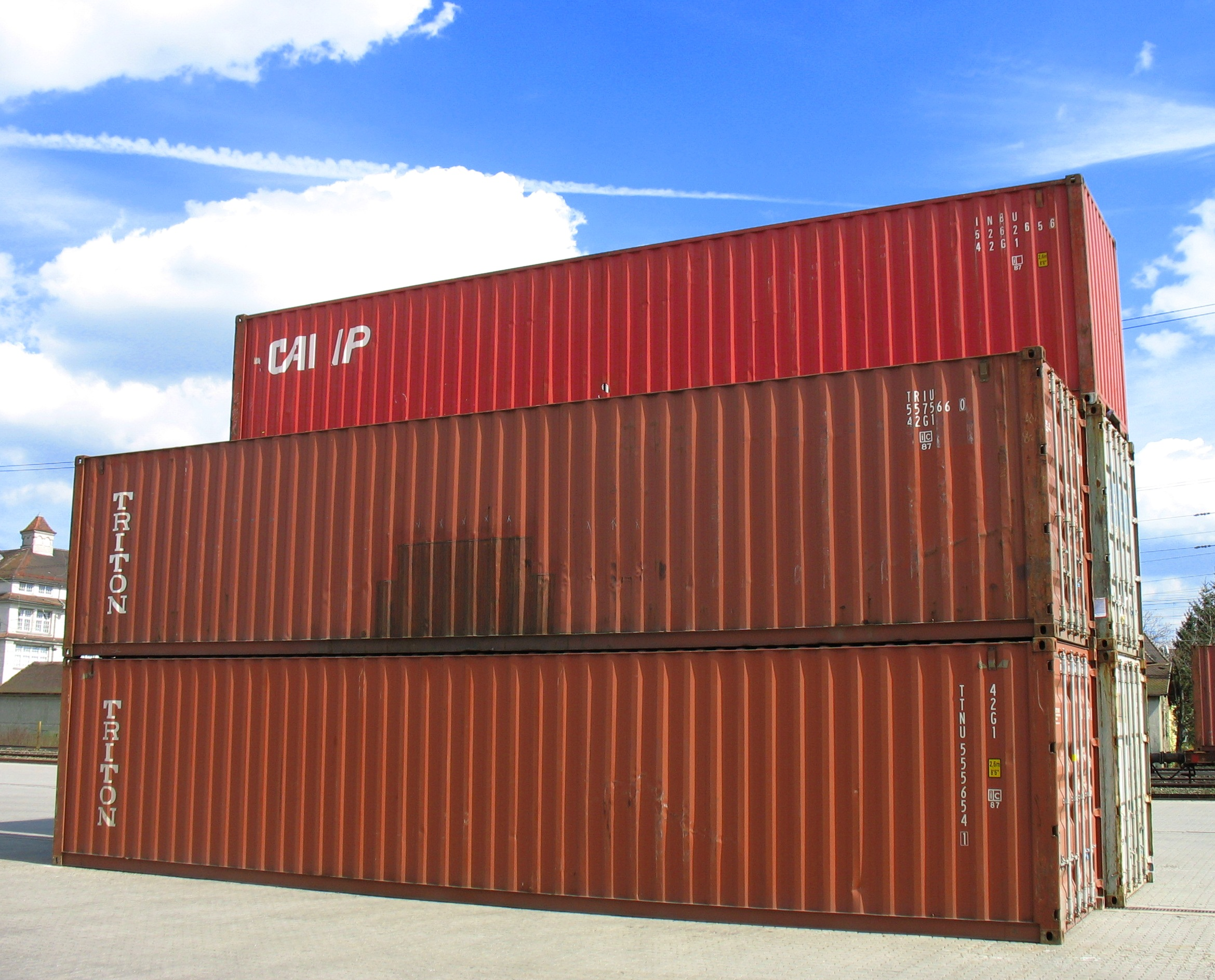
کانتینر، یکی از اجسامی که با یکای دکامتر اندازه گیری میشود.(ترمینال حمل و نقل ریلی آگسبورگ اوبرهاوزن)

دکامتر با نماد dam یکای بسیار کم‌استفادهٔ طول در سامانهٔ متری است. مقدار این یکا برابر با ۱۰ متر است و با نماد علمی به شکل {\displaystyle 1\ E+1} به معنی ۱۰ × ۱متر، نمایش داده می‌شود. از این یکا در هواشناسی برای بیان فاصله از سطح دریا استفاده می‌شود. در هواشناسی از نماد غیرمتداول دیگری به نام هکتو در هکتوپاسکال (hPa) نیز استفاده می‌کنند. دکامترمکعب در بیان حجم‌های زیاد آب مانند: آب رودخانه‌ها یا آب دریاچه‌ها به کار می‌رود.
- در مساحت، دکامتر مربع (dam۲) یکای متداولی است و از آن با نام ایر[۱] (a) یاد می‌شود. ۱ ایر، سطح مربعی به ضلع یک دکامتر است و برابر است با ۱۰۰ مترمربع (۱۰۰m۲).
- در حجم، یک دکامترمکعب برابر است با حجم مکعبی به ضلع یک دکامتر برابر با ۱۰۰۰ مترمکعب (۱۰۰۰m۳).

## تبدیل واحد

### سامانهٔ متریک
۱ دکامتر برابر است با:
- ۱۰ متر
- ۱٫۰۰۰ سانتی‌متر

### سامانهٔ امپریال
۱ دکامتر برابر است با:
- ۳۲٫۸۰۸ یارد
- ۱۰٫۹۳۶ پا